# Lejnîțea, Ivanîci
Lejnîțea (în ucraineană Лежниця) este un sat în comuna Poromiv din raionul Ivanîci, regiunea Volînia, Ucraina.

## Demografie
Componența lingvistică a localității Lejnîțea
     Ucraineană (99,55%)
     Alte limbi (0,45%)
Conform recensământului din 2001, majoritatea populației localității Lejnîțea era vorbitoare de ucraineană (99,55%), existând în minoritate și vorbitori de alte limbi.